# Тюліно (Гагарінський район)
Тюліно (рос. Тюлино) — присілок Гагарінського району Смоленської області Росії. Входить до складу Серго-Івановського сільського поселення.
Населення — 6 осіб. 